# 룡천역
룡천역(龍川驛)은 조선민주주의인민공화국 평안북도 룡천군 룡천읍에 위치한 평의선의 기차역이다. 룡천군의 중심역 기능을 수행하고 있으며 다사도선이 분기한다. 개업 당시 이름은 양시역이었다.

## 사고
2004년 4월 22일, 본 역에서 대규모 폭발 사고가 발생하였다. 유조열차와 질산암모늄 비료를 실은 화차의 충돌로 인해 전신주가 넘어지면서 고압선과 가연성 물질의 접촉으로 연쇄 폭발을 일으킨 본 사고로 인해, 54명이 사망하고 1,249명이 부상당했다.
현재 복구된 승강장은 3면 9선이다.